# Рябіченко Валентина Олексіївна
Валентина Олексіївна Рябіченко (нар. 13 травня 1968) — українська футболістка.

## Життєпис
Футбольну кар'єру розпочала в київській «Арені». Учасниця першого розіграшу незалежного жіночого чемпіонату України. У сезоні 1993 року допомогла клубу оформити «золотий дубль» (виграти чемпіонат та кубок країни). У Вищій лізі у футболці «Арени» провела 25 поєдинків. По завершенні сезону «Арена» була розформована, а Валентина перейшла до «Текстильника». У футболці донецького колективу тричі ставала чемпіонкою України та двічі володаркою кубку. У Вищій лізі чемпіонату України зіграла 39 матчів. Сезон 1997 року провела в київському клубі «Аліна», у футболці якого  зіграла 9 матчів. Допомогла команді у тому сезоні оформити «золотий дубль». Проте по його завершенні «Аліна» була розформована. Про подальшу кар'єру Валентини Рябіченко інформації мало. У 2002 році вона виступала в складі клубу «Харіків-Кондиціонер», за який у Вищій лізі зіграла 9 матчів.

## Досягнення
«Аліна»
- Вища ліга чемпіонату України
  -  Чемпіон (1): 1993
  -  Срібний призер (1): 1992

- Кубок України
  -  Володар (1): 1993
  -  Фіналіст (1): 1992

«Донеччанка»
- Вища ліга чемпіонату України
  -  Чемпіон (3): 1994, 1995, 1996

- Кубок України
  -  Володар (2): 1994, 1996
  -  Фіналіст (1): 1995

«Аліна»
- Вища ліга чемпіонату України
  -  Чемпіон (1): 1997

- Кубок України
  -  Володар (1): 1997

«Харків-Кондиціонер»
- Вища ліга чемпіонату України
  -  Срібний призер (1): 2002

- Кубок України
  -  Фіналіст (1): 2002